# Crematogaster foraminiceps
Crematogaster foraminiceps är en myrart som beskrevs av Santschi 1913. Crematogaster foraminiceps ingår i släktet Crematogaster och familjen myror.

## Underarter
Arten delas in i följande underarter:
- C. f. foraminiceps
- C. f. mirmillo
- C. f. staitchi